# A Força do Querer
A Força do Querer är en brasiliansk telenovela som sändes på Rede Globo från 2017.